# Anceya
Anceya é um género de gastrópode  da família Thiaridae.
Este género contém as seguintes espécies:
- Anceya giraudi Bourguignat, 1885
- Anceya terebriformis (Smith, 1890)